# Sebastián Badaracco
Sebastián Badaracco fue un empresario naviero, considerado uno de los pioneros de la moderna marina mercante argentina.

## Biografía

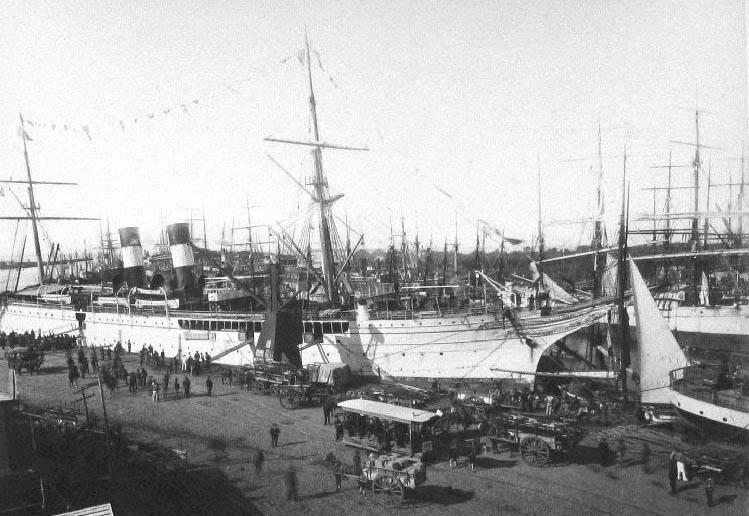
Muelle del "Riachuelo de los Navíos", Samuel Boote (1844 - 1921).

Su familia había estado involucrada en la actividad de astilleros y transporte durante décadas. Oriundos de Liguria, en 1847, durante el gobierno de Juan Manuel de Rosas instalaron sus astilleros en la ciudad de Buenos Aires y en abril de 1855 los astilleros José Badaracco e Hijos iniciaron la construcción del vapor Primer Argentino, de 110 t. En el transcurso de la Guerra entre la Confederación Argentina y el Estado de Buenos Aires, durante los siete años que duró el conflicto el Estado bonaerense debió adquirir un importante número de buques para mejorar la escuadra, algunos en Inglaterra, otros en astilleros de Entre Ríos, San Fernando, Río Lujan y algunos en el de José Badaracco, situado en la Vuelta de Rocha del Riachuelo.
El 16 de febrero de 1888 su hijo Sebastián Badaracco creó la Sociedad Anónima "Cargadores Reunidos" "cuyo objeto es la navegación de los ríos Paraná, de La Plata y afluentes", y que se encargó fundamentalmente de transportar cal desde la provincia de Entre Ríos a Buenos Aires para la construcción de la ciudad de La Plata.

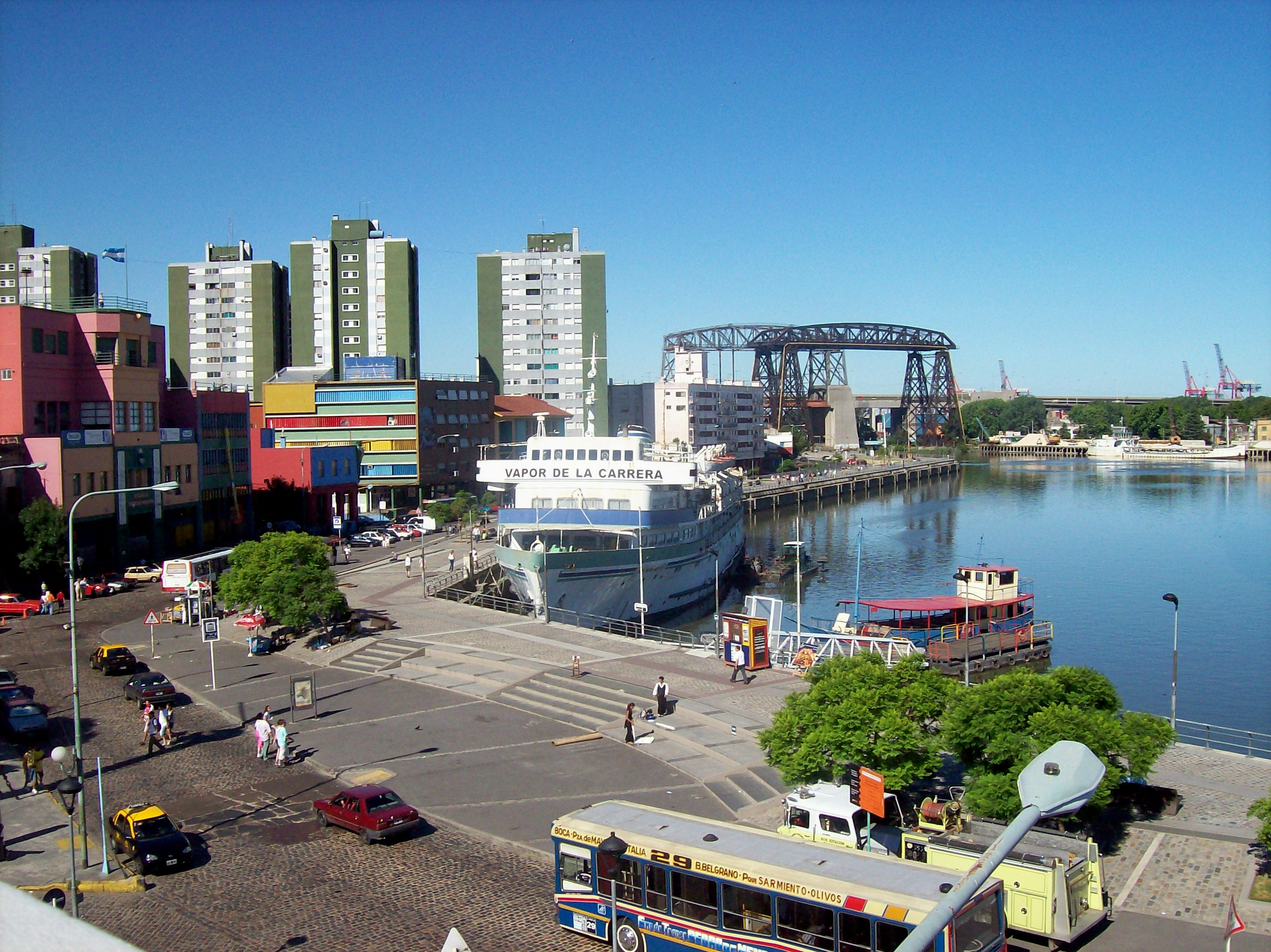
Vuelta de Rocha.

En 1888, había en la Boca 26 astilleros que empleaban más de 300 obreros navales, y construían embarcaciones de hasta 400 toneladas. Se destacaban el de Constantino Devoto y el de Badaracco, orillando el Riachuelo. Anexas a las actividades de su acreditado astillero, fueron en esa época armadores de cuatro grandes barcos: Azopardo, Unión, Tritón y Neptuno.
Uno de los tantos meandros del Riachuelo, el que sucede aguas arriba a la Vuelta de Rocha, llegó a ser conocido como la "vuelta de Badaracco".
En 1900 poseía una flotilla de embarcaciones que efectuaba el tráfico fluvial entre Buenos Aires y Gualeguaychú. 
En 1905 integró la primera comisión que fundó el Centro de Cabotaje Marítimo Argentino, donde estaban los hermanos Mihanovich, los hermanos Lavarello, Ángel García, Domingo Davide y Badaracco entre otros.
Falleció en Buenos Aires el 12 de enero de 1913. Su empresa naviera continuó operando bajo la dirección de sus hijos dedicada tanto a astilleros como a la explotación comercial del servicio de cabotaje, extracción y venta de arena y conchillas.